# Joe Spence
Joseph Waters "Joe" Spence (Throckley, 1898. december 15. – 1966. december 31.) angol válogatott labdarúgó.

## Pályafutás
"Adjátok oda Joe-nak" - a két világháború közötti másfél évtizedben ez volt a sláger az Old Traffordon. A technikás, a kapu előtt magát nagyon jól feltaláló Spence pedig megoldotta a feladatot. Balszerencséjére abban az időben kevés klasszis játszott a Unitedben, így hiába töltötte csaknem egész pályafutását az iparvárosban, egyetlen trófeát sem nyert itt. (a Chesterfield FC csapatával harmadosztályú bajnok lett) Nem hivatalos debütáló meccsén négy gólt lőtt a Bury FC-nek, és 510 mérkőzéssel még ma is kilencedik a szereplési ranglistán, míg 168 találattal a góllövőlistán a hatodik. Az angol bajnokságban 481 összecsapáson játszott, ezt a rekordját csak évzizedekkel később tudta megdönteni Bill Foulkes.